# 모리제라티
모리제라티(이탈리아어: Morigerati)는 이탈리아 캄파니아주 살레르노도에 위치한 코무네다.